# عبد العزيز تكروني
عبد العزيز تكروني (بالإنجليزية: Abdulaziz Takrouni )‏؛ مواليد 25 نوفمبر 1991 في جدة ، السعودية، هو لاعب كرة قدم سعودي يلعب لنادي الحزم.

## مسيرة اللاعب
كانت بداياته مع نادي الاتحاد و لعب بعدها مع نادي نجران ونادي الطائي ونادي الوشم ونادي الشعلة ونادي الخليج ونادي الأنصار ونادي الكوكب ونادي جدة ونادي الحزم.

## روابط خارجية
- عبد العزيز تكروني على موقع Soccerway.com (الإنجليزية)
- عبد العزيز تكروني على موقع كووورة